# Cobaltocalcita
La cobaltocalcita es una variedad de calcita con un pequeño contenido de cobalto  (carbonatos) según la clasificación de Strunz, si bien no está reconocido como mineral válido por la IMA.  El mineral que sí está reconocido como especie es la esferocobaltita, que es el carbonato de cobalto.

## Yacimientos y usos

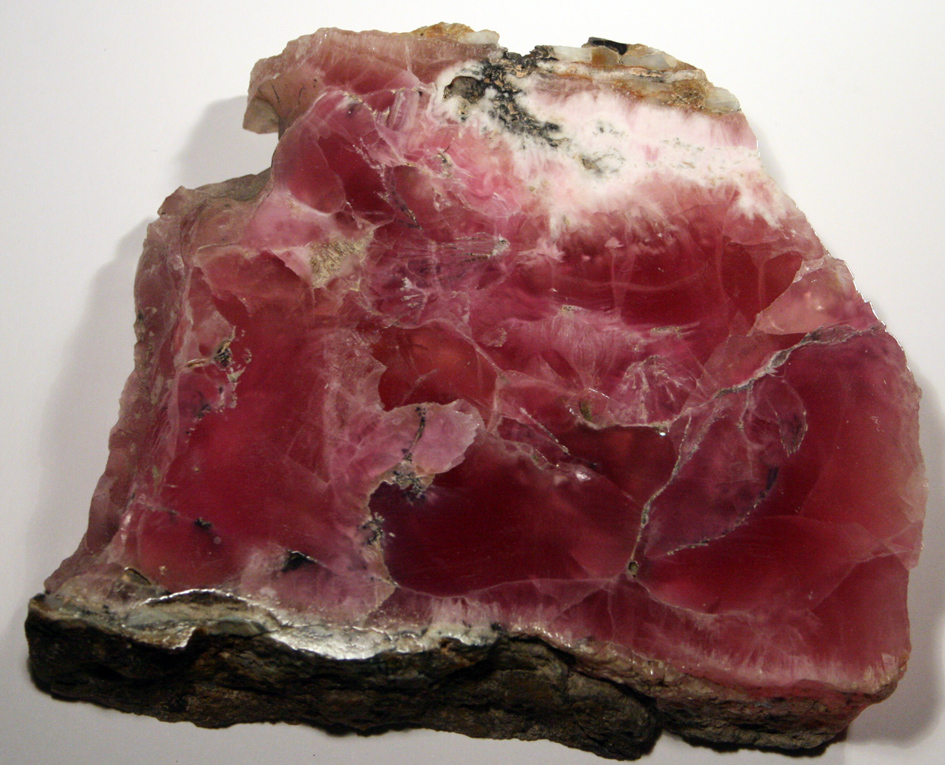
Masa cristalina de cobaltocalcita, cortada y pulida. Mina Solita, Peramea (Lérida) España

Dado su intenso color, es un mineral apreciado por los coleccionistas, especialmente cuando está en forma de cristales o como grandes masas de color intenso, transparentes  translúcidas. En este segundo caso, se ha utilizado ocasionalmente  para la confección de gemas. En forma de cristales se ha encontrado en la mina Mashamba West, en Kolwezi, República Democrática del Congo, y en la mina de Aghbar, en Bou Azzer, Marruecos. Como masas traslúcidas de color intenso, se ha encontrado en la mina Solita, en  Peramea, Lérida. Esta mina estuvo en explotación en las décadas de 1950 y 1960 para obtener minerales de cobalto. Asociada a la cobaltocalcita se encuentra aragonito niquelífero de color verde.